# Šeksna
Šeksna (rus. Шексна́) je rijeka u Belozerskom, Kirilovskom, Šeksninskom i Čerepovetskom rajonu Vologodske oblasti u Rusiji. Lijevi je pritok Volge. Duga je 139 km, s površinom porječja od  19000 km2. Glavni pritoci Šeksne su Sizma (lijevi) i Kovža (desni).

## Etimologija
Prema Etimološkom rječniku Maxa Vasmera, podrijetlo imena rijeke nije jasno, ali moguće je da potječe iz finskog jezika što znači "djetlić" ili točnije "pjegavi djetlić". Po rijeci su nazvani:
- Gradsko naselje Šeksna
- Šeksninski rajon

## Tok rijeke
Izvor Šeksne nalazi se na jugoistočnom kraju Beloje jezera. Rijeka teče prema jugu, a zatim skreće prema istoku. Spaja se sa sjevernim dijelom Ribinskog akumulacijskog jezera Volge u blizini grada Čerepovca. Čerepovec, kao i gradsko naselje Šeksna, nalaze se na Šeksni.
Većina sadašnjeg toka rijeke bila je akumulacijsko jezero Šeksna, a brana je izgrađena u Šeksni. Prije je duljina Šeksne bila oko 400 km, a ušće rijeke nalazilo se u gradu Rybinsku u Jaroslavlskoj oblasti. Dio rijeke između Čerepovca i Ribinska nestao je kada je između 1935. i 1947. izgrađeno Ribinsko akumulacijsko jezero. Trenutno se jedini prirodni dio toka Šeksne nalazi između urbanog naselja Šeksna i grada Čerepovca.
Porječje rijeke Šeksne obuhvaća prostrana područja na zapadu i sjeverozapadu Vologodske oblasti, uključujući dijelove Vitegorskog, Vaškinskog, Kirilovskog, Belozerskog, Šeksninskog i Čerepovetskog rajona, kao i manja područja u Kargopoljskom rajonu Arhangelske oblasti. Ovo područje uključuje gradove Kirilov i Belozersk, kao i naselje gradskog tipa Čobsara i selo Lipin Bor, administrativno središte Vaškinskog rajona.

## Promet
Šeksna je dio Volgo-baltičkog plovnog puta i koristi se za krstarenja i teretni promet. I Sjeverno-Dvinski kanal, koji povezuje slivove Volge i Sjeverne Dvine preko jezera Kubenskoje i Belozerskog kanala, koji zaobilazi jezero Beloje, povezani su sa Šeksnom.

## Vanjske poveznice
|  | Zajednički poslužitelj ima još gradiva o temi Šeksna |